# Мостище (Кашинский район)
Мостище — заброшенная деревня в Кашинском районе Тверской области.
Расположена в 5 км к северу от Верхней Троицы, в 29 км к западу от Кашина. На севере примыкает к деревне Матино. Высота над уровнем моря равна 136,4 м.
Через деревню проходит местная автодорога Верхняя Троица — Славково.

## Население
| 2010 |
| ---- |
| 10   |

По данным переписи 2015 года, в деревне не осталось ни одного постоянного жителя.